# 沃伊沃日
沃伊沃日（羅馬化：Voyvozh）是俄罗斯科米共和国的市级镇，属索斯诺戈尔斯克市。
该地2021年有人口2,708人；2010年人口3,387；2002年人口3,920；1989年人口5,517。